# Hu Yulan
Hu Yulan, Chinees: 胡玉兰, (1945 – 18 oktober 2021) was een Chinees professioneel tafeltennisster. Hu is haar achternaam.
Zij werd tweemaal wereldkampioene op de wereldkampioenschappen tafeltennis tussen 1973 en 1975.

## Belangrijkste resultaten
- WK
  -  Goud in het enkelspel in 1973 in Sarajevo.
  -  Goud met het team in 1975 in Calcutta.
  -  Zilver met het team in 1973 in Sarajevo.